# أوبرا رعاة كنعان
أوبرا رعاة كنعان تأليف خالدة أديب (مؤلفة تركية يهودية الأصل) وتلحن وديع صبرا وهي أول أوبرا غنائية في الأدب التركي.
وعكست هذه الأوبرا ميول خالدة أديب لليهود وسجلت فيها تمنياتها بقيام دولة يهودية في فلسطين. وقد تم تمثيلها في مدرسة البنات في بيروت أثناء الحرب العالمية الأولى بحضور قادة جمعية «الاتحاد والترقي» التركية. وقد وصفت أوبرا «رعاة كنعان» لـ «خالدة أديب» بأنها نوع من «البشرى تعلن قرب قيام إسرائيل».
1. ↑  "الشبكة الإسلامية - العقيدة-يهود الدونمة إلى الآن يحجون ويصومون ويدخلون المساجد". مؤرشف من الأصل في 2010-09-06.